# Benny Morton

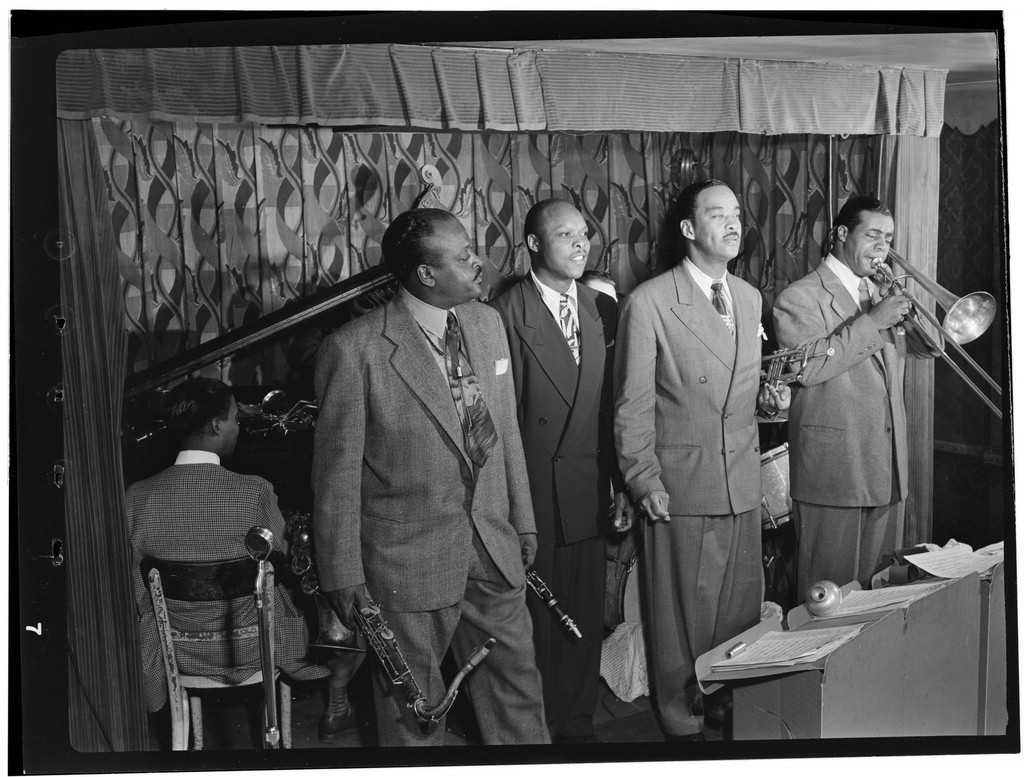
Ben Webster, Eddie Barefield, Buck Clayton und Benny Morton bei einem Auftritt im Famous Door, NYC, ca. Oktober 1947.
Fotografie von William P. Gottlieb.

Benny Morton (* 31. Januar 1907 in New York City, New York; † 28. Dezember 1985 ebenda) war ein (Bigband-)Jazz-Posaunist des Swing.

## Leben
Morton hatte sein erstes Engagement 1923 in der Band von Clarence Holiday (dem Vater von Billie Holiday) in Harlem, während er tagsüber die Schule besuchte. Er spielte 1927 bis 1929 sowie 1931 bis 1932 bei Fletcher Henderson, 1932 bis 1937 bei Don Redman und danach bis 1939 bei Count Basie. Während dieser Zeit begleitete er mit anderen Basie-Musikern auch einige Billie Holiday-Aufnahmen. Des Weiteren spielte Morton in den Bands von Chick Webb und Raymond Scott. In den 1940er Jahren spielte er in kleineren Combos mit Teddy Wilson (ab 1940), Joe Sullivan und Edmond Hall (ab 1943), alle im Café-Society-Club (die Bigbands hatten während des Krieges ihre Tourneen eingestellt). Ab 1946  hatte er eine eigene Band. Er spielte in Broadway-Orchestern (so 2 Jahre in Jamaica mit Lena Horne) und ab 1959 in dem Orchester der Radio City Music Hall in New York City. Daneben war er aber auch in Jazz-Aufnahmen z. B. mit Buck Clayton und Ruby Braff zu hören. In den 1960er Jahren trat er u. a. mit Bobby Hackett und Wild Bill Davison auf und in den 1970er Jahren mit The World’s Greatest Jazz Band, tourte mit The Top Brass (mit Bob Brookmeyer, Maynard Ferguson, Clark Terry, Doc Cheatham) und den Saints and Sinners zusammen mit Bud Freeman, Bob Wilber und Yank Lawson.

## Sammlung
- The Benny Morton and Jimmy Hamilton Blue Note Swingtets (1945). Mosaic, 1986 – 1 LP mit Barney Bigard, Ben Webster, Sammy Benskin, Israel Crosby, Eddie Dougherty